# Home Alone (игра, 2006)
Home Alone — компьютерная игра 2006 года, разработанная компанией Coyote Console и изданная Blast! Entertainment. Является третьей частью серии игр Home Alone и основывается на фильме «Один дома».

## Сюжет
Сюжет игры имеет некоторые отличия от оригинального фильма.
Бандиты Гарри и Марвин отправляются в городок Уиннетка. Выбрав один из кварталов, они решают ограбить здесь несколько домов, в одном из которых живёт семья Маккалистеров. Незадолго до этого Маккалистеры уезжают на каникулы в другой город, случайно оставив дома одного из младших членов семьи — Кевина. Вместе со своими друзьями он решает защитить дома в округе от нападения грабителей.

## Игровой процесс
Игра представляет собой action с элементами логических игр и состоит из 10 «сцен». На уровнях используется трёхмерная графика, игровой мир воспринимается от третьего лица. Персонажи и предметы окружения выполнены в стилизованной, мультипликационной манере.
Основной целью игрока является «защитить» ту или иную локацию от грабителей. Для этого нужно выполнить две задачи: сначала закрыть все входные двери (или окна), а затем остановить самих бандитов. При этом герой не должен оказываться в пределах видимости противников, иначе те могут начать преследовать его. Уровень считается пройденным, если грабители не смогли попасть в тот или иной дом.
Игрок может использовать «ловушки» — предметы, спрятанные в различных местах уровня. Всего представлено 9 видов «ловушек» (например, мешок муки или большая пружина), отличающихся друг от друга способом действия и наносимым уроном.
Все персонажи (как протагонист, так и противники) имеют «шкалу здоровья», по истечении которой герой теряет одну «жизнь». На момент начала игры персонажам выдаётся три «жизни».
Игрок может выбирать одного из четырёх доступных персонажей, принципиально друг от друга не отличающихся.
Особенностью игры является отсутствие точек сохранения, хотя имеется возможность сохранять заработанные очки.

## Оценки
Игра получила преимущественно негативные отзывы.
База данных о компьютерных играх GameSpot поставила игре оценку 2,6 баллов из 10. Среди недостатков критики указали скучный игровой процесс (основанный только на передвижении героя от локации к локации), неудобное управление, слабое графическое оформление (это касалось и моделей персонажей, и окружения) и недоработанный многопользовательский режим.